# Tumsar
Tumsar é uma cidade  no distrito de Bhandara, no estado indiano de Maharashtra.

## Geografia
Tumsar está localizada a 21° 23′ N, 79° 44′ L. Tem uma altitude média de 272 metros (892 pés).

## Demografia
Segundo o censo de 2001, Tumsar tinha uma população de 42,018 habitantes. Os indivíduos do sexo masculino constituem 51% da população e os do sexo feminino 49%. Tumsar tem uma taxa de literacia de 79%, superior à média nacional de 59.5%: a literacia no sexo masculino é de 85% e no sexo feminino é de 73%. Em Tumsar, 11% da população está abaixo dos 6 anos de idade.